# 鈴木軍
鈴木軍（すずきぐん）は、鈴木みのるが率いたプロレスのヒールユニット。2022年12月23日をもって解散した。

前身は小島聡がリーダーを務めた「小島軍（仮）」で、なお、これについても本記事で記載する。

## 略歴

### 前身ユニット「小島軍（仮）」

#### 概要
元々は2010年の7月に全日本プロレスを退団しフリーとなって新日本プロレスにUターン参戦してきた小島が、同年8月のG1 CLIMAX優勝と真壁刀義からIWGPヘビー級王座を奪取した後、新日本プロレスのタイチが「武藤敬司が社長就任後の全日本プロレスに所属していた」という共通項から小島をリーダーに担ぎ上げ、更にKAIENTAI DOJOのTAKAみちのく、東京愚連隊のNOSAWA論外を勧誘し、ユニット「小島軍（仮）」を結成した。
主に対戦相手としてヘビーでは棚橋弘至や真壁など、ジュニアではプリンス・デヴィット、田口隆祐の「Apollo 55」を相手に抗争を展開していった。また、同じヒール軍団（現在はベビーフェイスユニット）の「CHAOS」からもヒールレスラーのお株の取り合いともいえる形で抗争範囲を拡大させた。
また小島以外のメンバーがヒールということもあり、結成後の小島はタイチをセコンドに従え、またタイチを場外乱闘時に介入を行わせるようになり、同ユニットではヒールレスラーとしてのファイトスタイルを突き通した。

#### 略歴（小島のG1初優勝 - 小島追放）
- 2010年8月、小島がG1 CLIMAX初優勝。
- 10月12日、小島が真壁からIWGPヘビー級王座を奪取、直後に中邑真輔を挑戦者として直接指名し、その後タイチが小島に加担し始めた。
- 10月22日、小島が内藤哲也と対戦し勝利。しかし、試合終了直後に小島が指名した中邑、再戦を申し込んできた真壁、新日本プロレスの菅林直樹社長からの指名で挑戦者表明に来た後藤洋央紀、G1のリベンジを申し込んできた棚橋の4名がリングに現れ中邑以外の3人がそれぞれ挑戦者表明するも、小島は中邑を直接指名し続け態度を硬化させる。
- 12月5日、小島が矢野通と対戦し勝利、同日中邑が小島の指名を承諾した（事前に会社が小島の指名を承諾したため）。
- 12月11日、小島が中邑を倒し初防衛に成功、同日行われたスペシャルシングルマッチで後藤に勝利した棚橋が挑戦者表明、小島はこれを承諾した。
- 2011年1月4日、小島が棚橋に敗れ王座から陥落、IWGPジュニアヘビー級王座に挑戦表明したTAKA、NOSAWAを加え、ユニット「小島軍（仮）」の結成を正式に表明。
- 2月20日、小島が棚橋のIWGPヘビー級王座に、TAKAがデヴィットのIWGPジュニア王座に挑戦するが両名共敗退した。その後、元WWEのMVPが合流し、また同日未明にNOSAWAが宮城県仙台市内で不祥事を起こした事で（詳しくはNOSAWA#事件を参照。）新日本プロレスから無期限出場停止処分を受け、その後に予定していたNOSAWAのプロレスでの活動全ても中止となった。
- 3月、NEW JAPAN CUPに小島とMVPが出場するも、両名とも真壁に敗れた。
- 4月19日、小島が真壁と再戦、タイチのアシストが入るも真壁がタイチから椅子を奪い取り小島を殴打、真壁のキングコングニードロップを喰らい敗北した。
- 5月3日、小島が真壁と再び対戦したが[注 1]、キングコングニードロップで敗れた。試合後、タイチとTAKAが現れ小島を襲撃し小島がこれを迎撃するも突如現れた鈴木の奇襲を受け、小島は同ユニットを追放された。

### 鈴木軍

#### 概要
前述略歴の通り、2011年5月3日の福岡大会で同ユニットのメンバーであるTAKAと鈴木が事前に密かに結託し、試合終了直後の小島にクーデターを起こす形で小島を追放した。その後、バックステージで同ユニットを「鈴木軍（仮）」と改名、新日本侵略を開始する事を宣言した。
その後、新日本初のアメリカ大会で小島を襲撃した元WWEのランス・アーチャーを加えてメンバーを4人へと増やし、本格的な新日本侵略を開始する。
7月9日に同ユニット名から「（仮）」を取り払い「鈴木軍」に正式改名した。

#### 略歴（小島追放直後 - 現在）
- 5月13日、新日本初のアメリカツアーでアーチャーが試合を終えた小島を襲撃、その後アーチャーは鈴木軍に加入した。
- 6月10日、タイチとTAKAの2名が2011年度のBEST OF THE SUPER Jr.に出場するも両者とも予選リーグ敗退となった。
- 6月18日、全日本プロレスのスケジュールの都合上この日ようやく鈴木が合流、アーチャーと組み小島、真壁組と対戦し鈴木がゴッチ式パイルドライバーで小島を沈めた。
- 6月25日、鈴木が自主興行を開催、同ユニット内からはTAKAとタイチも参加した。
- 7月3日、鈴木、タイチ、TAKAのトリオ初の揃い踏み試合で小島、真壁、四代目タイガーマスク組と対戦、タイチが鈴木のゴッチ式パイルドライバーでダウンしたタイガーマスクからフォールを奪い勝利した。
- 7月9日、鈴木、TAKA、タイチで出陣した、小島、本間朋晃、タイガーマスク組との試合後、バックステージに入った直後に鈴木が「鈴木軍（仮）」から（仮）を取り「鈴木軍」にユニット名を改名すると宣言した。
- 7月18日、鈴木軍になって初の鈴木対小島のシングルマッチが組まれ、ゴッチ式パイルドライバーで小島を沈めた。
- 8月、鈴木とアーチャーがG1 CLIMAXに出場、両者とも予選リーグで敗退となった。
- 10月10日、高山善廣が観客席で見届ける中、鈴木と真壁のシングルマッチが行われ、鈴木がゴッチ式パイルドライバーで勝利した。しかし試合後に高山がエベレストジャーマンで真壁を襲撃し、鈴木軍と共闘する。
- 11月、鈴木&アーチャー組でG1 TAG LEAGUEに出場し、決勝戦でIWGPタッグ王座のBAD INTENTIONSに勝利し同リーグに優勝する。同月12日、IWGPタッグ王座戦に挑みBAD INTENTIONSと対戦するもアーチャーが新技の「ジャイアント・ガンスタン」でフォール負けを喫し、ベルト奪取に失敗した。

### 2012年
- 1月4日、鈴木が棚橋の保持するIWGPヘビー級王座に挑戦するも、ベルト奪取に失敗した。
- 2月12日、大阪大会で鈴木軍（鈴木、アーチャー、高山、TAKA、タイチ） vs 正規軍（真壁、永田裕志、井上亘、タイガーマスク、KUSHIDA）のイリミネーションマッチが行われ、残存選手3人（鈴木・アーチャー・高山）で完勝。
- 3月18日、高山とアーチャーがテンコジ（天山広吉・小島聡組）のIWGPタッグベルトに挑戦するも奪取に失敗した。
- 4月上旬、鈴木とアーチャーがニュージャパン・カップに出場するも、両者共に真壁に敗れトーナメントで敗退した。
- 8月、前年度に引き続き鈴木とアーチャーがG1 CLIMAXに出場するも、両者共に予選敗退となった。
- 7月中のTwitter上でのやり取りが原因でTAKAとタイチの間に確執が発生した。翌8月22日にどちらかが負けたら鈴木軍強制追放というルールでKAIENTAI DOJOのリングにてTAKAとタイチがシングルマッチで対戦したが試合中にリーダーの鈴木が乱入したために無効試合となった。
- 9月7日、ハリー・スミスが加入、同大会中に真霜拳號が突如乱入して試合中の真壁を襲撃し鈴木軍入りを果たす。
- 10月8日両国国技館大会、ランス・アーチャーとデイビーボーイ・スミスJr.のタッグチーム"K.E.S."が天山と小島のテンコジが保持するIWGPタッグ王座に挑戦し奪取に成功した。この結果により、鈴木軍としては初となるIWGPと名の付くタイトル獲得となった。

### 2013年
- 2月10日広島大会、CHAOSとの軍団対抗戦としてシングルマッチが2試合組まれたものの真霜が中邑に敗れ、鈴木がオカダ・カズチカに勝利した。
- 4月20日、シェルトン・ベンジャミンがXとして鈴木と組み、シェルトン・X・ベンジャミンに改名し鈴木軍に加入した。
- 11月9日大阪大会、鈴木が勝利した場合は中邑が鈴木軍入りを条件に加え中邑の持つIWGPインターコンチネンタル王座に挑戦したが敗れた。

### 2014年
- 5月25日、BACK TO THE YOKOHAMA ARENAにて飯塚高史・矢野 vs 鈴木・ベンジャミンの試合にて、飯塚がCHAOSを裏切り鈴木軍入りした。
- 7月4日、エル・デスペラードが当時遺恨を作っていたアレックス・シェリーとのシングルマッチで敗れた際、TAKAに迎え入れられる形で鈴木軍入りした。

### 2015年
- 1月4日、WRESTLE KINGDOM 9 in 東京ドームにて矢野のパートナーとしてプロレスリング・ノアの丸藤正道、マイキー・ニコルス、シェイン・ヘイストの3選手が出場し、鈴木軍と対戦して矢野組が勝利。このことから、プロレスリング・ノアと鈴木軍との遺恨が発生した。なお、2年後の2017年1月27日まで鈴木軍は新日本プロレスの試合には出場しなかった。
- 1月10日、プロレスリング・ノアの後楽園ホール大会のメインイベント終了後に小島の挑戦を退けGHCヘビー級王座を防衛した丸藤に鈴木を始めとする鈴木軍が乱入し、ノアとの抗争が勃発した。
- 3月15日、ノアの有明コロシアム大会にて全GHCタイトルに鈴木軍が挑戦した（GHCタッグ王座は防衛戦）。鈴木が丸藤からGHCヘビー、タイチが小峠篤司からGHCジュニアヘビー級王座、TAKA&デスペラード組が拳王&大原はじめ組からGHCジュニアタッグ王座を奪取、アーチャー&スミス組がTMDKの挑戦を退けGHCタッグ防衛に成功、鈴木軍がGHC制覇を果たした[2]。
- 3月28日、新日本プロレスで鈴木と共闘していた高山がノアで猛威を振るって暴走する鈴木軍に判批し盟友であった鈴木に張り手をかまして決別、ノアとの共闘を宣言した[3]。
- 10月4日、TAKA&デスペラード組が小峠&原田大輔組に敗れGHCジュニアタッグ王座から陥落した。
- 12月23日、タイチがGHCジュニアヘビー王座戦で石森太二に、鈴木がGHCヘビー級王座戦で丸藤に敗れて王座から陥落した。GHCヘビー級戦試合終了後のリングでの丸藤のインタビュー中、杉浦貴がリングに上がるや丸藤に裏切りのオリンピック予選スラムを敢行、入場口付近にいた鈴木と握手して鈴木軍入りを果たした。

### 2016年
- 1月31日、鈴木が潮崎豪とのシングルを行っている最中、潮崎のセコンドについた金丸義信が潮崎を裏切った後、鈴木に加勢して鈴木軍に加入した。
- 2月24日、金丸が石森のGHCジュニアヘビーに挑戦し、タイトル獲得に成功する。
- 5月28日、アーチャー&スミス組がGHCタッグ戦で丸藤&矢野組に、杉浦がGHCヘビー戦で潮崎に敗れ王座から陥落した。
- 7月下旬、金丸&デスペラード組が日テレG+杯争奪ジュニアヘビー級タッグ・リーグ戦に出場するも、勝ち点4（2勝3敗）に終わった。
- 7月30日、杉浦がランバージャックデスマッチで行われた潮崎とのGHCヘビー戦に勝利し、王座奪還に成功した。
- 9月23日、金丸が小峠とのGHCジュニアヘビー戦に敗れて王座から陥落した。
- 10月23日、杉浦が中嶋勝彦とのGHCヘビー戦に敗れ王座から陥落、これで鈴木軍はノア参戦以降1年8カ月ぶりに無冠となった。
- 11月23日アーチャー&スミス組が丸藤&矢野組からGHCタッグを奪取、同日行われたグローバルリーグ戦決勝戦で鈴木がマサ北宮を下して初優勝を果たした。
- 12月2日、鈴木、タイチがそれぞれGHCヘビー、ジュニアに挑戦するも敗北した（鈴木は中嶋に、タイチは小峠にそれぞれ敗れた。）。その直後のGHCヘビー戦後、杉浦が鈴木に決別のオリンピック予選スラムを叩き込み鈴木軍を裏切った。
- 12月3日、アーチャー&スミス組が潮崎&マイバッハ谷口組に敗れてわずか11日で王座から陥落、鈴木が杉浦とのシングルマッチに敗北した。これにより、鈴木軍はノアから完全撤退してしまった。

### 2017年
- 1月5日、新日本プロレス興行のNEW YEAR DASH!!の第6試合終了後、突如として乱入した後に鈴木がオカダをスリーパーからのゴッチ式パイルドライバーでKOして全方位に向けて宣戦布告をしたあと、2年ぶりに復帰を果たし新日本プロレス再侵略を開始した。
- 2月5日、鈴木がオカダの保持するIWGPヘビーに、アーチャー&スミス組が矢野&石井組の保持するIWGPタッグに、TAKA&タイチがロッキー・ロメロ&バレッタ組の保持するIWGPJr. タッグにそれぞれ挑戦するも、全て敗戦した。
- 3月6日、柴田勝頼とザック・セイバーJr.とのRPWブリティッシュヘビー級選手権に鈴木が乱入、ザックが柴田から王座を奪取して試合後に鈴木軍へと加入した。
- 4月27日、鈴木が後藤洋央紀からNEVER無差別級王座を奪取。6月11日にはランバージャックデスマッチ方式による後藤のリマッチを鈴木軍総出のインサイドワークを駆使して退け、王座防衛。
- 10月9日、アーチャー&スミス組がノーDQトルネードイリミネーション3WAYマッチ方式[注 2]で行われたIWGPタッグ王座戦に勝利。

### 2018年
- 1月4日、東京ドーム大会にて鈴木が後藤とのノーセコンド敗者髪切りマッチに敗れ王座陥落。試合後、自らバリカンで後頭部のモヒカンを刈り落とし、以降鈴木は丸刈り頭となる。また、同大会にてアーチャー&スミス組がEVIL&SANADA組に敗れ王座陥落。
- 1月27日、鈴木が棚橋弘至からIWGPインターコンチネンタル王座を奪取。この試合終盤に鈴木が関節技で棚橋の膝を破壊し、翌日以降の大会を欠場に追い込む。
- 3月、タイチがヘビー級への転向を表明。後述する転向後の初シングルマッチとなる内藤哲也とのリマッチやNEW JAPAN CUP1回戦での棚橋弘至戦にて好勝負を繰り広げ話題となる。
- 3月6日、旗揚げ記念日興行にて金丸&デスペ組がIWGPジュニアタッグ王座を奪取。また、同大会では先述のタイチと内藤哲也のシングルマッチも行われた他、鈴木が真壁刀義の挑戦を退けて王座防衛。
- 3月、NJCにはタイチ、ザック、アーチャー、スミスの4人がエントリーし、ザックが決勝まで勝ち残る。また本シリーズからザックのセコンドとしてTAKAみちのくが同行し、ザックに代わってマイクアピールを行うようになる。
- 3月10日、NJCシリーズの名古屋大会の第5試合にて内藤哲也が試合中に鈴木の頭を踏みつける挑発を行い、これを機会として両者の抗争に発展。この頃にIWGPジュニアタッグ王座戦線で金丸&デスペ組が高橋ヒロム&BUSHI組と対立していた事や、その後アーチャー&スミス組がIWGPタッグ王座を持つEVIL&SANADA組に挑戦した事も相まってロス・インゴベルナブレス・デ・ハポンとの軍団抗争が勃発する事となる。
- 3月21日、NEW JAPAN CUP決勝戦にてザックが棚橋を破り初出場初優勝。試合後、優勝者に与えられる王座挑戦権を行使し、IWGPヘビー級王座への挑戦を表明。

### 2019年
- 1月4日、東京ドーム大会にてザックが石井智宏を破り、ブリティッシュヘビー級王座を奪還する。
- 1月5日、後楽園ホールで行われた10人タッグマッチでロスインゴと対戦。最後はタイチがベルト攻撃からブラックメフィストで勝利。この実力行使を経て2月3日の札幌大会で内藤の持つIWGPインターコンチネンタル王座へ挑戦することを内定した。
- 1月7日、飯塚が2月21日に引退することが発表された[4]。
- 2月21日、飯塚の引退記念大会が行われる。試合後にリング上に残されたアイアンフィンガーはタイチによって回収された。
- 5月7日、デスペラードが後楽園ホールで行われたタカタイチマニア2での葛西純との試合中に顎を骨折。長期欠場に入る。
- 5月13日、DOUKIが仙台大会で新日本プロレスに初参戦する。
- 5月頃、TAKAが新日本のリングから離れる。
- 6月15日、スミスが新日本プロレスとの契約を解除したため、鈴木軍からも離脱する。
- 10月14日、両国大会でデスペラードが復帰[5]。同日、アーチャーがIWGP USヘビー級王座を獲得。

### 2020年
- 1月4日、東京ドーム大会でアーチャーがUS王座から陥落する。
- 2月1日の試合を最後にアーチャーが新日本プロレスを退団。AEWに移籍する。
- 2月14日、ザックがブリティッシュヘビー級王座を失う。
- 7月12日、タイチ&ザック組がIWGPタッグ王座を戴冠する。
- 12月11日、BEST OF THE SUPER Jr.27優勝決定戦にてデスペラードが高橋ヒロムと対戦。試合中、ヒロムにマスクを破られた際にデスペラードは自らマスクを脱ぎ捨て、正体が三上恭佑であることが判明した。

### 2021年
- 1月4日、東京ドーム大会にて、タイチ&ザック組がG.o.Dに敗れIWGPタッグ王座から陥落。
- 7月25日、東京ドームでデスペラードがロビー・イーグルスに敗れ、IWGPジュニア王座を失う。
- 9月5日、デスペラード&金丸組が石森&ファンタズモ組の保持するIWGPジュニアタッグ王座に挑戦し、これを奪取。
- 10月26日、後楽園大会にてデスペラード&金丸組がロビー&タイガーマスク組に敗れ王座陥落。
- 11月6日、大阪府立体育会館で、デスペラードがロビーからIWGPジュニア王座を奪還。
- 11月14日、WORLD TAG LEAGUE 2021開幕戦でTAKAが新日本マットに復帰。

### 2022年
- 3月27日、NEW JAPAN CUP 優勝決定戦にてザックが内藤を破り、4年ぶり2度目の優勝を果たした。
- 5月1日、福岡PayPayドームでデスペラードが石森に敗れ、IWGPジュニア王座を失う。
- 7月16日、アーチャーがG1CLIMAX 32に出場するため再来日。
- 12月14日、仙台サンプラザホール大会の試合後に鈴木がマイクを握りメンバーへの言葉と共に鈴木軍を2022年で解散することを発表した[6]。
- 12月19日、代々木第二体育館にて最後のタカタイチ興行『タカタイチ2人合わせて50周年記念サヨナラタカタイチ興行』が行われた[7]。
- 12月23日、新日本の年内最終興行となった後楽園大会のメインイベントで「鈴木軍ファイナル」と銘打ったラストマッチが行われた。ばた、試合後のセレモニーでは2019年に引退した飯塚も怨念坊主の姿で客席からサプライズで登場し、（鈴木に捕獲される形で）メンバー全員と記念撮影を行った後にアイアンフィンガーを強奪し、会場を去っていった[8]。

### 解散後
- 2023年1月4日、東京ドーム大会でザックが成田蓮に勝利しNJPW WORLD認定TV王座を獲得。試合後、マイキー・ニコルスとシェイン・ヘイストからの勧誘を快諾しTMDKに加入[9]。
- 1月5日、大田区大会の第1試合終了後、HOUSE OF TORTURE（HOT）に襲撃されている成田を鈴木とデスペラードが救出[10]。その後、リング上で拳を合わせ再合体の意志を示した[11]。また、直後の第2試合では試合前にタイチ、TAKA、金丸、DOUKIの4人が新ユニット「Just 4 Guys」結成を発表[12]。
- 2月5日、札幌大会で鈴木＆デスペラードと成田が正式に合体し、HOTが保持するNEVER無差別級6人タッグ王座挑戦を表明[13]。
- 2月11日、大阪府立体育館大会で鈴木組がNEVER無差別級6人タッグ王座を獲得。試合後、チーム名を「ストロングスタイル」と発表[14]。

## 解散時のメンバー
| 名前                | 遍歴                                          | 団体所属          | 解散後                                  |
| ------------------- | --------------------------------------------- | ----------------- | --------------------------------------- |
| 鈴木みのる          | 結成 -                                        | パンクラスMISSION | ストロングスタイル結成                  |
| タイチ              | 結成 -                                        |                   | Just 4 Guys結成                         |
| TAKAみちのく        | 結成 -                                        | JUST TAP OUT      | Just 4 Guys結成                         |
| ランス・アーチャー  | 2011年5月15日 - 2020年2月26日 2022年7月16日 - | AEW               | スポット参戦の形で新日本への出場を継続  |
| エル・デスペラード  | 2014年7月4日 -                                |                   | ストロングスタイル結成                  |
| 金丸義信            | 2016年1月31日 -                               |                   | Just 4 Guys結成 →HOUSE OF TORTUREヘ合流 |
| ザック・セイバーJr. | 2017年3月6日 -                                |                   | TMDKへ合流                              |
| DOUKI               | 2019年5月10日 -                               |                   | Just 4 Guys結成                         |

### 歴代共闘メンバー
- ブライアン・ブレイカー
- クリス・ジェリコ
- サミー・ゲバラ
- スターライト・キッド
- 渡辺桃
- なつぽい
- 中野たむ
- ジュリア

### その他
- あべみほ（北海道出身のタレント、グラビアアイドル。同郷出身のタイチのディーヴァ。）
- 尾田栄一郎（漫画家。鈴木軍へ加入[15]。）
- 中村あゆみ（歌手。鈴木の入場テーマ曲「風になれ」を歌唱。）

## 元メンバー
- NOSAWA論外（2012年4月15日 - 2012年5月24日 離脱）[注 6]
- 真霜拳號（2012年9月7日 - 2013年3月3日 離脱）
- ヒロ・トウナイ（2013年2月2日 - 2013年2月12日 離脱）
- 高山善廣（2011年10月10日 - 2015年3月28日 脱退）[3]
- シェルトン・X・ベンジャミン（2013年4月21日 - 2016年7月26日 離脱）[注 7]
- 杉浦貴（2015年12月23日 - 2016年12月2日 脱退）
- 飯塚高史（2014年5月25日 - 2019年2月21日 引退）
- デイビーボーイ・スミスJr.（2012年9月7日 - 2019年6月15日 離脱）[注 8][注 9][16]

### 小島軍（仮）時代のメンバー
- 小島聡（小島軍（仮）結成 - 2011年5月3日 追放）
- MVP（2011年2月20日 - 2011年5月3日 離脱）[注 10]

## タイトル歴
新日本プロレス
- IWGPジュニアヘビー級王座
  - エル・デスペラード（第89代、第91代）
- IWGPジュニアタッグ王座
  - TAKAみちのく&タイチ（第36代）
  - 金丸義信&タイチ（第50代）
  - 金丸義信&エル・デスペラード（第57代、第62代、第64代、第67代）
- NEVER無差別級王座
  - 鈴木みのる（第16代、第30代）
  - タイチ（第20代、第25代）
- IWGPインターコンチネンタル王座
  - 鈴木みのる（第17代）
- IWGP USヘビー級王座
  - ランス・アーチャー（第7代）
- KOPW2022保持者
  - 鈴木みのる（初代）
  - タイチ（第3代）
- IWGPタッグ王座
  - ランス・アーチャー&デイビーボーイ・スミスJr.（第61代、第63代、第78代）
  - タイチ&ザック・セイバーJr.（第87代、第89代、第91代）
- NEW JAPAN CUP優勝
  - ザック・セイバーJr.（2018年、2022年）
- G1 TAG LEAGUE優勝
  - 鈴木みのる&ランス・アーチャー（2011年）
- SUPER Jr. TAG LEAGUE優勝
  - 金丸義信&エル・デスペラード（2021年）

プロレスリング・ノア
- GHCヘビー級王座
  - 鈴木みのる（第23代）[17]
  - 杉浦貴（第25代、第27代）
- GHCタッグ王座
  - ランス・アーチャー&デイビーボーイ・スミスJr.（第33代、第35代） [注 11]
- GHCジュニアヘビー級王座
  - タイチ（第29代）[17]
  - 金丸義信（第31代）
- GHCジュニアヘビー級タッグ王座
  - TAKAみちのく&エル・デスペラード（第24代）[17]
- グローバル・リーグ戦優勝
  - 鈴木みのる（2016年）

NWA
- NWA世界タッグ王座
  - ランス・アーチャー&デイビーボーイ・スミスJr.（第78代）

RPW
- RPWブリティッシュ・ヘビー級王座
  - 鈴木みのる（第19代）
  - ザック・セイバーJr.（第17代、第21代、第23代）
- RPWブリティッシュ・タッグ王座
  - 鈴木みのる&ザック・セイバーJr.（第20代）

ROH
- ROH世界TV王座
  - 鈴木みのる（第29代）

EVOLVE
- EVOLVE王座
  - ザック・セイバーJr.（第5代）

PWG
- PWG世界王座
  - ザック・セイバーJr.（第24代）

WCPW
- WCPWインターネット王座
  - ザック・セイバーJr.（第4代）

プログレス・レスリング
- スーパー・ストロング・スタイル16優勝
  - ザック・セイバーJr.（2018年）

プロレス大賞
- 殊勲賞
  - 鈴木みのる（2015年）
- 最優秀タッグチーム賞
  - タイチ&ザック・セイバーJr.（2021年）